# Linia kolejowa Poggibonsi – Colle Val d’Elsa
Linia kolejowa Poggibonsi – Colle Val d’Elsa (wł. Ferrovia Poggibonsi-Colle Val d'Elsa) – zlikwidowana, jednotorowa, normalnotorowa, ślepa linia kolejowa we Włoszech (Toskania), odchodząca na stacji Poggibonsi-San Gimignano od magistrali Chiusi – Empoli i kończąca się na stacji Colle Val d’Elsa.

## Historia
Linię o długości 7,76 km zbudowano z inicjatywy prywatnej, celem połączenia miasta Colle di Val d'Elsa (położonego na wzgórzach) z linią kolejową Empoli – Siena – Chiusi w Poggibonsi. Otwarto ją w 1885. Na linii zlokalizowano jeden przystanek osobowy, La Rocchetta, w niewielkiej osadzie o tej samej nazwie. Pociągi obsługiwały przede wszystkim lokalny elewator zbożowy. Linia dysponowała niewielką lokomotywownią i infrastrukturą do grawitacyjnego rozładowywania wagonów.
Szlak został zamknięty w 1986 przez włoskie Koleje Państwowe, a w 1999 fizycznie odcięto go od magistrali.

## Pozostałości
W 2011 starotorze prawie na całej długości dawnego szlaku (z wyjątkiem części obszarów miejskich Poggibonsi i Colle di Val d'Elsa) przekształcono na ścieżkę rowerowo-pieszą. Budynki stacyjne w Colle di Val D'Elsa oraz dawny przystanek w La Rocchetta są w dobrym stanie. W pierwszym z nich znajdują się lokale handlowe, a w drugim mieszkania prywatne. Stacja w Poggibonsi jest czynna.

## Przebieg
Po opuszczeniu stacji Poggibonsi tor przecinał cztery drogi i obchodził miasto Poggibonsi od północy i zachodu, a potem wspinał się z nachyleniem 10-15 promili do Colle di Val d'Elsa, biegnąc doliną rzeki Elsa i przecinając ją trzema mostami.

## Turystyka
Po drodze rowerowej poprowadzonej dawnym starotorzem przebiega szlak rowerowy EuroVelo 5 (Via Romea Francigena) z Londynu do Rzymu i Brindisi.

## Galeria

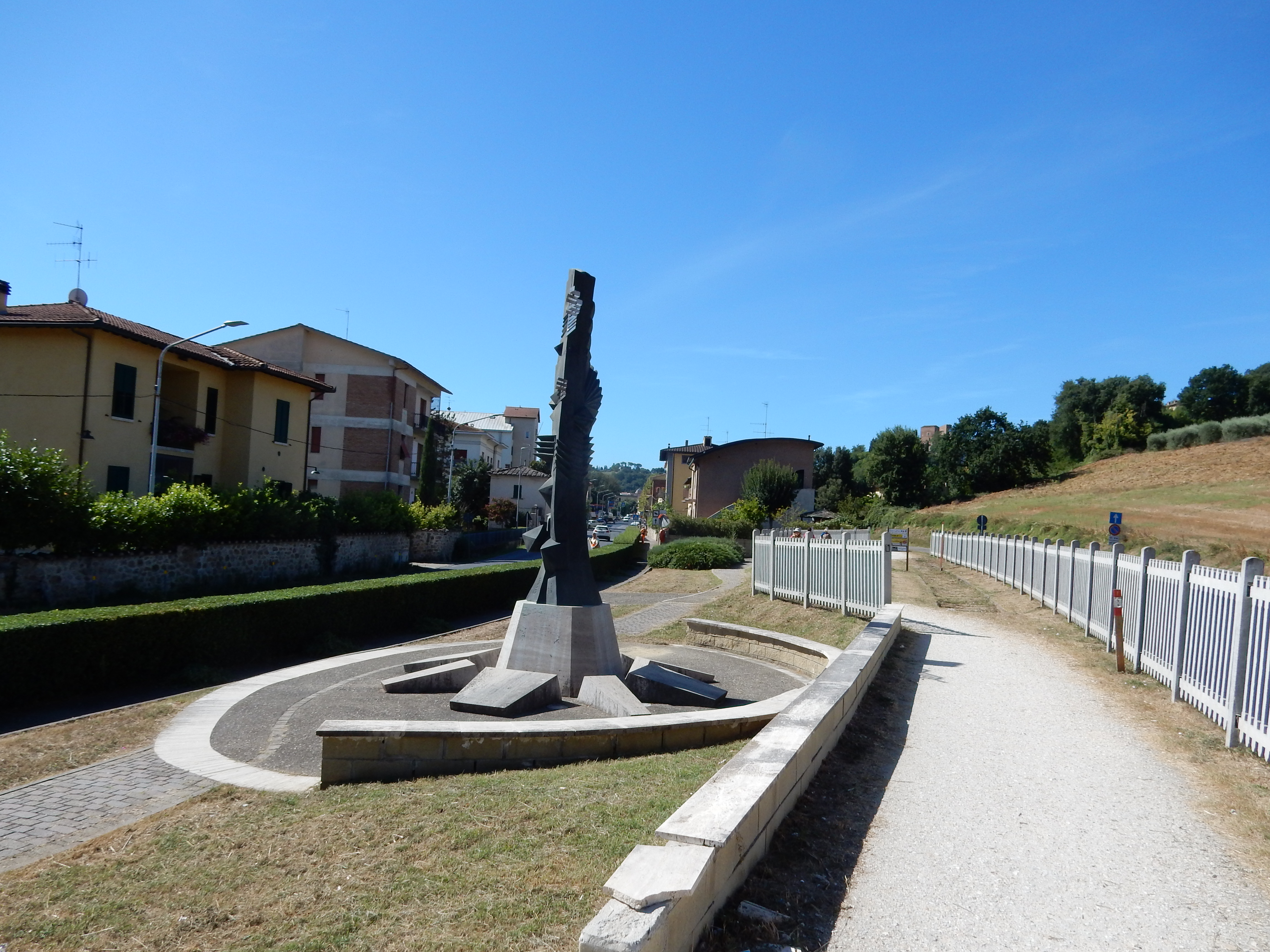
Droga rowerowa na starotorzu w Colle Val d'Elsa
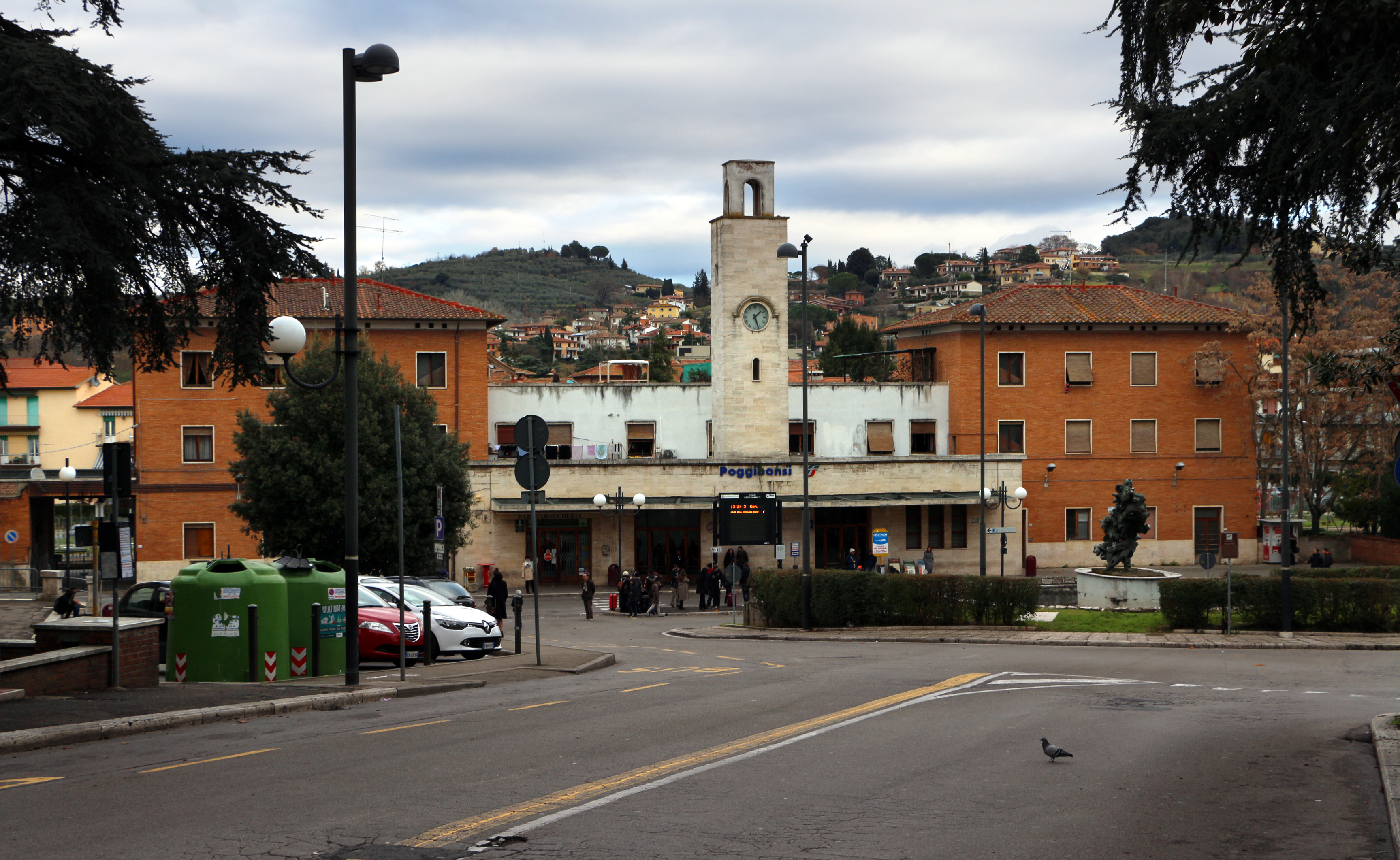
Czynna stacja Poggibonsi-San Gimignano